# 空気ノ機械ノ尾ッポ
空気ノ機械ノ尾ッポ（くうきのきかいのおっぽ）は1997年8月に結成された日本の劇団。
年に１回、または2回都内で公演を行っている。隔年で、群馬県桐生市の演劇祭である蔵芝居にも参加している。

## 概要
- 劇団座長の原寿彦、作・演出の松川晃子、役者の平純一郎、宮路央、制作の境田博美の５名で構成されている。現在、平純一郎は休団中。

- 原が仕事場で数回しか会った事のない松川を誘った事が旗揚げのきっかけ。結成14年現在で、旗揚げのメンバーは原と松川の二名のみである。

- 基本的に、オーディション等で出演者を募り、人数を揃える形をとっている。また過去に出演した役者が再度出演する事も多くある。

## 特徴
(※空気ノ機械ノ尾ッポ、公式サイトより抜粋。)
結成当初より、舞台は空き缶や新聞紙、段ボールなどのいわゆる資源ゴミで作られてきました。それは、どこかのだれかが考え、検討し、チェックし、どこかの誰かが運び、また、運び…と沢山の人の手を渡ってくるものです。それらの意としていない場所ではありましょうが、舞台の上に置いてみます。
すると、それらは一つ一つが個で、生きているように思うのです。まるでたくさんの人々に包まれているように感じられる。劇場というものは世界の中のホンノ隅っこにあるものですが、そこに大きな世界があると感じていただけるものをと考えています。
舞台は、身近にある段ボールや新聞紙、空き缶等で作られ、説明が出来る限り省いている台詞や不安定な場面設定 等は、キャスト・スタッフ・お客様により「ある形」になります。
他から見ればどうでも良い事が気になっちゃったら仕方ない！自分が納得できるまで向き合おうじゃないかなんて腹決めてみたりして。愛だ恋だもいいんですけど、それよりも気になる事がある！ 気が付いたらなんだか熱くなっている自分がいた…。そんな風にお客さまが感じていただければと願っています。
どうか、「尾ッポ」の息遣いを聞いて下さい。
これが空気ノ機械ノ尾ッポです。
- 未就学児童の入場を禁止する劇団が多い中、全公演日中の一日をキッズデーとして未就学児童の入場が可能な日を設けている。他にもキッズデーでは、子供の数による割引や、子供に限り入場料を無料にするなどのサービスを行っている。

## 劇団員
- 原　　寿彦 ● 座長／旗揚げ公演より／

- 松川　晃子 ● 作・演出／旗揚げ公演より／

- 平　純一郎 ● 長／vol.5より

- 境田　博美 ● 係／vol.10より　（平成21年より改名。旧名：有働マコ）

- 宮路 央 ● 希／vol.13より

## 主な公演
- vol.1～白紙狂騒曲～(1997年8月)

- vol.2~遠くあり近くある偉大なモノ~(1998年2月)

- vol.3～蝶になる～(1999年1月)

- vol.4～イマボク～(1999年11月)

- vol.5～シヌホド退屈～(2002年4月)

- vol.6～ノゾク～(2003年4月)

- vol.7～ツタエタイ～(2003年10月)

- vol.8～タタカウ～(2005年1月)

- vol.9～ミツケタ～(2005年10月)

- vol.10～X～(2006年7月)

- vol.11～デインドン～(2007年3月)

- vol.12～ホラ！～(2007年 9･10月)

- vol.13～トブ～(2008年10月)

- vol.14～ハセル～(2009年9月)

- vol.15～キカイ～(2010年5月)

- vol.16～ハコーボ～(2010年12月)

- vol.17~遠くあり近くある偉大なモノ 2011~(2011年5月)